# Stichorkis fleckeri
Stichorkis fleckeri là một loài thực vật có hoa trong họ Lan. Loài này được (Nicholls) Marg., Szlach. & Kulak mô tả khoa học đầu tiên năm 2008.